# Codecademy
Codecademy este o platformă interactivă americană online care oferă cursuri de codare gratuite în 12 limbaje de programare diferite, inclusiv Python (biblioteca pandas-Python, Beautiful Soup-Python Library ), Java, Go, JavaScript ( jQuery, AngularJS, React.js ), Ruby (Ruby on Rails), SQL, C ++, C #, Swift și Sass, precum și limbaje de marcare HTML și CSS .   Site-ul oferă, de asemenea, o opțiune „Pro” plătită, care oferă utilizatorilor acces la planuri de învățare personalizate, teste și proiecte realiste. 

## Istoric
Codecademy a fost fondată în august 2011 de Zach Sims și Ryan Bubinski.  Sims a renunțat la Universitatea Columbia pentru a se concentra pe lansarea unei întreprinderi, iar Bubinski a absolvit Columbia în 2011.  Compania, cu sediul central în New York, a strâns 2,5 milioane de dolari în finanțare din seria A în octombrie 2011 și 10 milioane de dolari în finanțare din seria B în iunie 2012.   Cea mai recentă rundă de finanțare a fost condusă de Index Ventures .  Crunchbase raportează o rundă suplimentară de finanțare din seria C pentru o sumă nedivulgată, de Bloomberg Beta în iunie 2013.  
Pe 22 iulie 2014, site-ul a apărut cu un nou tablou de bord reproiectat. 
În august 2015, Codecademy a colaborat cu Casa Albă, dispusă să găzduiască întâlniri în persoană pentru 600 de studenți din grupuri de  femei defavorizate și grupuri minoritare pe o perioadă de douăsprezece luni.  
Până în august 2017, CEO-ul Codecademy, Zach Sims, a anunțat oficial lansarea noului produs „Pro” plătit.  O ofertă cu plată „Pro Intensive” a fost, de asemenea, lansată în august 2017  dar începând cu 2020 acest produs pare să nu mai fie oferit.

### Parteneriate
În septembrie 2017, Codecademy a colaborat cu Amazon pentru instruirea gratuită a abilităților Alexa.  
Până în octombrie 2018, compania a angajat 85 de persoane, în comparație cu 45 în 2016.  De asemenea, a strâns 42,5 milioane de dolari de la grupuri precum Union Square Ventures și Naspers . 
Până în ianuarie 2020, Codecademy s-a extins la o suită de limbaje, inclusiv C ++, C #, Go, Java, JavaScript, Ruby, PHP, Python, R, Swift și SQL, precum și diverse biblioteci, cadre și subiecte asociate.  Conform foii de parcurs,  Codecademy va lansa Android Development, ASP. NET, Flask, Kotlin și TypeScript cursuri în 2020.

## Caracteristici
Platforma oferă, de asemenea, cursuri pentru învățarea liniei de comandă și Git .  În septembrie 2015, Codecademy, în parteneriat cu Periscope, a adăugat o serie de cursuri concepute pentru a preda SQL, limbajul de programare predominant pentru interogările de baze de date.  În octombrie 2015, Codecademy a creat un nou curs, o clasă de programare Java. Începând din ianuarie 2014, site-ul avea peste 24 de milioane de utilizatori care finalizaseră peste 100 de milioane de exerciții.    Site-ul a primit recenzii pozitive de la The New York Times  și TechCrunch . 
Ca parte a Săptămânii Educației în Informatică, desfășurată în decembrie 2013, Codecademy a lansat prima aplicație iOS denumită „Ora Codului”. Aplicația se concentrează pe elementele de bază ale programării, inclusiv pe același conținut de pe site. 
În aprilie 2019, Codecademy a colaborat cu Adafruit pentru un curs de programare electronică și hardware. 
În decembrie 2019, Codecademy a lansat un nou curs despre Swift, un limbaj dezvoltat de Apple Inc. pentru iOS, watchOS, macOS, tvOS și multe altele.

## Codecademy Pro
Pe 3 august 2017, Codecademy Pro a fost lansat. Are trei niveluri: 
1. Codecademy Pro
2. Codecademy Pro Intensive
3. Codecademy Pro Mentors [30]

Codecademy Pro costă 39,99 USD pe lună sau 239,88 USD pe an (19,99 USD pe lună). 

## Code Year
Code Year (Anul Codului) a fost un program gratuit de stimulare Codecademy destinat să ajute oamenii să urmeze o rezoluție de Anul Nou pentru a învăța cum să programeze, prin introducerea unui nou curs pentru fiecare săptămână din 2012.  Peste 450.000 de persoane au urmat cursuri în 2012,   iar Codecademy a continuat programul până în 2013. Chiar dacă cursul este încă disponibil, programul s-a oprit.

## Premii
- Cel mai bun startup educațional, premiile Crunchies 2012 [35]
- Premiul pentru tehnologie Skillies 2015 [36]

## Linkuri externe
- Site web oficial

[[Categorie:Programare]]
[[Categorie:Academie]]
[[Categorie:Pages with unreviewed translations]]